# Remigia mayeri
Remigia mayeri là một loài bướm đêm trong họ Erebidae.